# Protestas en Qidong de 2012
Las protestas en Qidong de 2012 fue una serie de protestas ambientales contra una tubería de aguas residuales propuesta en la provincia de Qidong. La protesta tuvo lugar el 28 de julio de 2012. El oleoducto, que habría vertido aguas residuales industriales al mar, formaría parte de una fábrica de papel de propiedad conjunta de la empresa japonesa Oji Paper Company. Miles de ciudadanos salieron a las calles exigiendo la cancelación del proyecto. Se estima que 1000 manifestantes irrumpieron en oficinas gubernamentales, volcaron vehículos y obligaron al alcalde de la ciudad a quitarse la camisa y, en cambio, usar una camiseta con mensajes de protesta. Las protestas terminaron después de que el gobierno prometiera suspender definitivamente el proyecto.

## Antecedentes
La ciudad costera de Qidong se encuentra en la desembocadura del río Yangtsé, aproximadamente una hora al norte de Shanghái. La economía de la ciudad se centra principalmente en la industria pesquera y es una fuente importante de exportaciones de langosta y camarón. En 2007, Oji Paper Company inició la construcción de una fábrica de papel en la ciudad de Nantong, Jiangsu, ubicada aproximadamente a 100km desde la costa. Se diseñó una tubería de aguas residuales para transportar aproximadamente 150 000 toneladas de aguas residuales por día desde Nantong hasta la costa de Qidong. Aunque los representantes de la empresa aseguraron que el agua se purificaría para cumplir con los estándares ambientales, los residentes de Qidong temían que la descarga contaminara los suministros de agua y afectara negativamente a la industria pesquera y al agua potable. Algunos residentes afirmaron además que no se les consultó adecuadamente sobre el proyecto.

## Eventos
El 28 de julio, aproximadamente 10 000 residentes de Qidong salieron a las calles para exigir la suspensión del proyecto del oleoducto. Se estima que 1000 manifestantes irrumpieron en edificios gubernamentales, donde se los vio "destrozando computadoras, volcando escritorios y arrojando documentos por las ventanas entre los vítores de la multitud", según The Guardian. La información que circuló en el popular sitio chino Sina Weibo dijo que los manifestantes descubrieron condones y licor en las oficinas gubernamentales. Al alcalde de la ciudad, Sun Jianhua, le quitaron la camiseta y luego le obligaron a usar una camiseta de la oposición. Al menos cinco autos fueron volcados y los manifestantes se enfrentaron con la policía. Según los informes, un periodista de Asahi Shimbun fue golpeado por las fuerzas de seguridad mientras tomaba fotografías de manifestantes "atacados por la policía".

## Análisis
La protesta de Qidong fue parte de una serie de protestas ambientales a gran escala relacionadas contra proyectos industriales en China. Semanas antes, una gran protesta dirigida por estudiantes en Shifang detuvo la construcción de una enorme planta de fundición de cobre. Anteriormente, los manifestantes en Dalian lograron de manera similar el cierre de una fábrica de productos químicos debido a preocupaciones ambientales. Willy Wo-Lap Lam sugiere que la protesta en Qidong fue representativa de una creciente conciencia de los derechos entre los ciudadanos chinos, así como una mayor voluntad de hacer valer esos derechos. Lam señaló que mientras las autoridades reprimen las protestas percibidas como anticomunistas o antigubernamentales, están dispuestas a llegar a un acuerdo cuando las protestas se relacionan con preocupaciones ambientales o económicas, como en el caso de Qidong.
La protesta de Qidong tuvo el efecto de inflamar el sentimiento antijaponés en China. The Wall Street Journal informó sobre los comentarios nacionalistas publicados en el sitio de blogs de China: "¿Cómo puede llegar una fábrica de papel japonesa y dañar la salud del pueblo chino y nuestro medio ambiente? ¿Cómo podemos, con nuestra población de 1300 millones, tener miedo de ese pequeño Japón?”, escribió un usuario de la provincia de Cantón. Otros pidieron un boicot a los productos japoneses.